# Catabum Castra
Catabum Castra (łac. Diocesis Catabitanus) – stolica historycznej diecezji we Cesarstwie rzymskim w prowincji Mauretania Cezarensis, zlikwidowana w VII w. podczas ekspansji islamskiej, współcześnie w północnej Algierii. Obecnie katolickie biskupstwo tytularne. 

## Biskupi tytularni
| Lp. | Biskup                       | Funkcja                                      | Od               | Do                   |
| --- | ---------------------------- | -------------------------------------------- | ---------------- | -------------------- |
| 1   | Urbain Morlion               | emerytowany biskup Baudouinville (Zair)      | 29 września 1966 | 29 stycznia 1971     |
| 2   | Gabriel Lee Gab-sou          | biskup pomocniczy Pusan (Korea Południowa)   | 25 lipca 1971    | 5 czerwca 1975       |
| 3   | Simon Michael Fung Kui Heong | wikariusz apostolski Kota Kinabalu (Malezja) | 29 sierpnia 1975 | 31 maja 1976         |
| 4   | Michael Nnachi Okoro         | biskup pomocniczy Abakaliki (Nigeria)        | 27 czerwca 1977  | 19 lutego 1983       |
| 5   | František Lobkowicz          | biskup pomocniczy Pragi (Czechy)             | 17 marca 1990    | 30 maja 1996         |
| 6   | Mathias Ri Iong-hoon         | biskup pomocniczy Suwon (Korea Południowa)   | 19 marca 2003    | 10 października 2008 |
| 7   | Olivier Schmitthaeusler      | wikariusz apostolski Phnom Penh (Kambodża)   | 24 grudnia 2009  |                      |